# Nickelsdorf
Nickelsdorf (ungerska: Miklóshalma eller Miklóshalom, kroatiska: Mikištrof) är en kommun i förbundslandet Burgenland i Österrike. Den ligger vid gränsen till Ungern. På den ungerska sidan om gränsen ligger orten Hegyeshalom.
Vid Nickelsdorf är en gräns- och tullstation belägen och orten ligger vid E60 och järnvägen mellan Wien och Budapest.
I Nickelsdorf hålls varje år i juli Jazzfestivalen Konfrontationen, sedan starten 1979.